# Бороводні

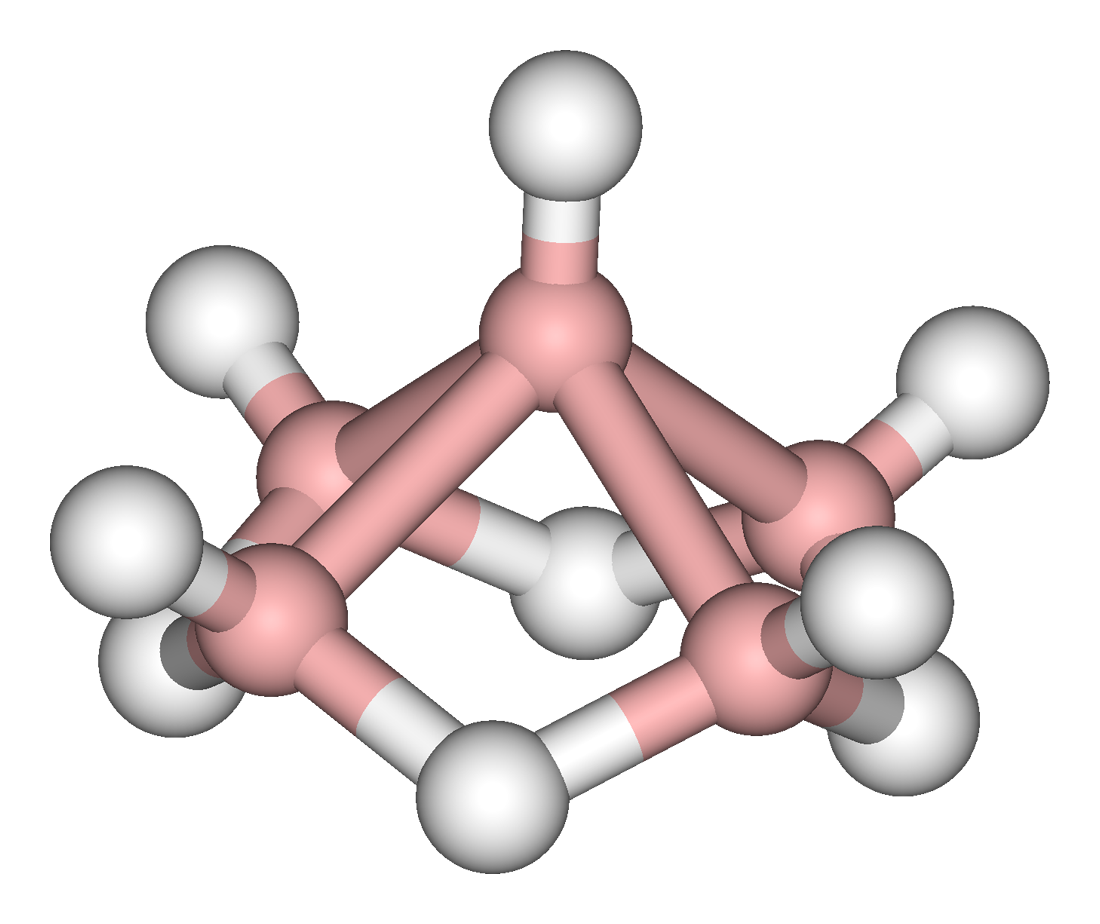
Пентаборан

Борово́дні, бора́ни — неорганічні сполуки бору та водню. 

## Загальний опис
Молекулярні гідриди бору (ВnНn+4, ВnНn+6). Приміром, пентаборан В5Н9. Електронодефіцитні сполуки (B2H6, B4H10), в яких кожен
атом В має координаційне число 4, а Н — 2. Їх молекулам
властиві двоелектронні трицентрові зв’язки. Розкладаються водою до борної кислоти та водню, легко оксидуються, нижчі з них самозагораються на повітрі. З лугами дають гіпоборати
(пр., К2[B2H6)2], і зокрема диборан з гідридами металів або їх алкільними похідними — борогідриди металів (пр., LiBH4,
Al(BH4)3). Токсичні.
Бороводні є сильними відновниками: їх похідні застосовують як ракетне паливо та як ефективні відновники в органічному синтезі. Більшість сполук ряду є легкозаймистими та вибухонебезпечними сполуками, токсинами нервово-паралітичної дії. За деякими властивостями борани подібні до вуглеводнів та кремневоднів.

## Фізичні властивості
Сполуки ряду боранів, подібно до вуглеводнів, знаходяться у всіх трьох агрегатних станах: перші представники диборан В2Н6 та тетраборан В4Н10 є газами, сполуки від пентаборану В5Н9 до нонаборану В9Н15 — рідини, а сполуки вищі від декаборану є твердими речовинами.
| Формула | tпл, °С   | tкип. °С | Густина. г/см³                           | Теплота утворення, ккал/моль         | Термічна стабільність        | Реакція з повітрям              | Реакція з Н2О                 |
| ------- | --------- | -------- | ---------------------------------------- | ------------------------------------ | ---------------------------- | ------------------------------- | ----------------------------- |
| В2Н6    | −165,5 °C | −92,5 °C | 0,577 (тв., −183 °C) 0,447 (р., −112 °C) | +9,8 (газ)                           | Стаб. за t. 25 °C            | Самозаймання                    | Миттєво гідролізується        |
| В4Н10   | −120,0 °C | 18 °C    | 0,56 (р., −36 °C)                        | +7,53 (газ)                          | Розкл. за t. 25 °C           | Самозаймання в присутності води | Гідролізується 24 год         |
| В5Н9    | −46,81 °C | 62 °C    | 0,61 (р., 0 °C)                          | +10,240 (рідина) +17,5 (газ)         | Стаб. при 25 °C              | Самозаймання                    | Гідролізується при нагріванні |
| В5Н11   | −123 °C   | 63 °C    |                                          | +22,2 (газ)                          | Повільно розкл. за t. 150 °C | Самозаймання                    | Гідролізується швидко         |
| В6Н10   | −62,3 °C  | 110 °C   | 0,69 (р., 0 °C)                          | +19,6 (газ)                          | Розкл. за t. 25 °C           | Стабільний                      | Гідролізується при нагріванні |
| В6Н12   | −90 °C    |          |                                          |                                      | Розкл. за t. 25 °C           | Стабільний                      | Гідролізується при нагріванні |
| В9Н15   | 2,6 °C    | °С       |                                          |                                      | Розкл. за t. 25 °C           | Стабільний                      | Гідролізується при нагріванні |
| В10Н14  | 98,78 °C  | 219 °C   | 0,94 (тв., 25 °C) 0,78 (р., 100 °C)      | −6,9 (тв.) −1,7 (рідина) +11,3 (газ) | Стаб. за t. 150 °C           | Дуже стабільний                 | Повільно гідролізується       |

## Отримання
У 1912 році Альфред Шток при розчиненні в кислоті продукту взаємодії металевого магнію та оксид бору отримав газову суміш із характерним запахом. Йому вдалося виділити з суміші сполуки, яким він дав назву борани. Цей спосіб добування бороводнів не втратив свого значення і донині.
{\displaystyle \mathrm {6Mg+B_{2}O_{3}\longrightarrow Mg_{3}B_{2}+3MgO\!} }
{\displaystyle \mathrm {Mg_{3}B_{2}+HCl\longrightarrow B_{x}H_{y}+MgCl_{2}\!} }
Іншим важливим промисловим способом отримання бороводнів є спосіб запропонований Шлезінгером і Бургом. Він полягає в реакції трихлористого бору із воднем в дузі Вольта високої напруги. Отриманий в ній гідрохлороборан піддають диспропорціонуванню при охолоджуванні до кімнатної температури, і розділенню диборану і хлориду бору. Вихід диборану наближається до 55%.
{\displaystyle \mathrm {BCl_{3}+2H_{2}\longrightarrow BH_{2}Cl+2HCl\!} }
{\displaystyle \mathrm {3BH_{2}Cl\longrightarrow B_{2}H_{6}+BCl_{3}\!} }
Надалі Шлезінгер і Браун запропонували новий спосіб ефективного отримання бороводнів шляхом реакції обміну між борогідридом натрію і флуоридом бору (у промислових масштабах використовують органічні похідні флуориду бору):
{\displaystyle \mathrm {(C_{2}H_{5})_{2}BF_{3}+3NaBH_{4}\longrightarrow 2B_{2}H_{6}+3NaBF_{4}+4(C_{2}H_{5})_{2}O\!} }
Вищі борани отримують переважно піролізом нижчих представників:
{\displaystyle \mathrm {5B_{2}H_{6}{\xrightarrow {pyrolysis}}\ B_{10}H_{14}+8H_{2}\!} }
{\displaystyle \mathrm {2B_{5}H_{9}{\xrightarrow {pyrolysis}}\ B_{10}H_{14}+2H_{2}\!} }

## Хімічні властивості
Нижчі борани є нестійкими, легкоспалахуючими речовинами. На повітрі вони окиснюються до оксиду бору:
{\displaystyle \mathrm {2B_{5}H_{9}+12O_{2}\longrightarrow 5B_{2}O_{3}+9H_{2}O\!} }
Усі бороводні до декаборану нестійкі у водних розчинах, при контакті з водою утворюють боратну кислоту:
{\displaystyle \mathrm {B_{4}H_{10}+12H_{2}O\longrightarrow 4H_{3}BO_{3}\!} }
Борани легко взаємодіють з галогенами та галогеноводнями, утворюючи галогенопохідні:
{\displaystyle \mathrm {B_{2}H_{6}+6Cl_{2}\longrightarrow 2BCl_{3}+6HCl\!} }
{\displaystyle \mathrm {B_{2}H_{6}+HCl\longrightarrow B_{2}H_{5}Cl+H_{2}\!} }
Подібно до вуглеводнів похідні боранів беруть участь в реакціях збільшення ланцюга:
{\displaystyle \mathrm {6B_{2}H_{5}I+2Na\longrightarrow 5B_{4}H_{10}+2NaI\!} }
Сполуки ряду бороводнів проявляють сильні кислотні властивості, вони можуть утворювати комплекси з осно́вними та металоорганічними сполуками:
{\displaystyle \mathrm {B_{4}H_{10}+2NH_{3}\longrightarrow [H_{2}B(NH_{3})_{2}]^{+}[B_{3}H_{8}]^{-}+H_{2}\!} }
{\displaystyle \mathrm {B_{10}H_{14}+C_{4}H_{9}Li\longrightarrow Li[B_{10}H_{13}]+C_{4}H_{10}\!} }

## Застосування
Широке використання бороводні знайшли як ракетне паливо. Найбільший інтерес представляють диборан та пентаборан.

## Токсичність і вогненебезпечність
Бороводні — отруйні речовини, що окрім загальнотоксичної складової мають також сильно виражену нервовопаралітічну дію на людину і тварин. Також борани є сполуками з найвищою категорією вогненебезпечності і здатні до самозаймання не тільки на повітрі, але і при контактах з водою і рядом галогенопохідних вуглеводнів. При горінні їх на повітрі розвиваються високі температури.